# Stadtgarten Dortmund

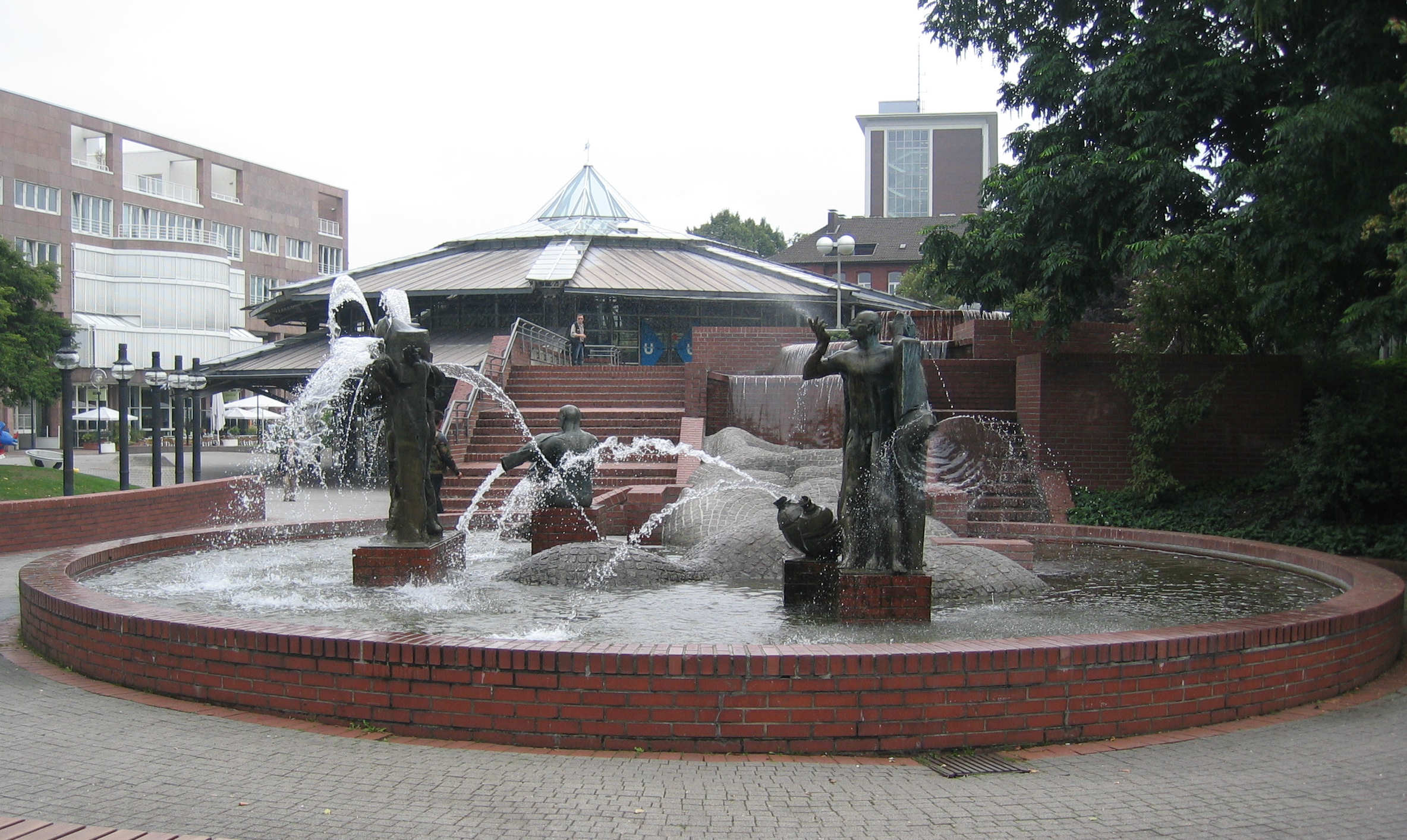
Der Gauklerbrunnen im Stadtgarten

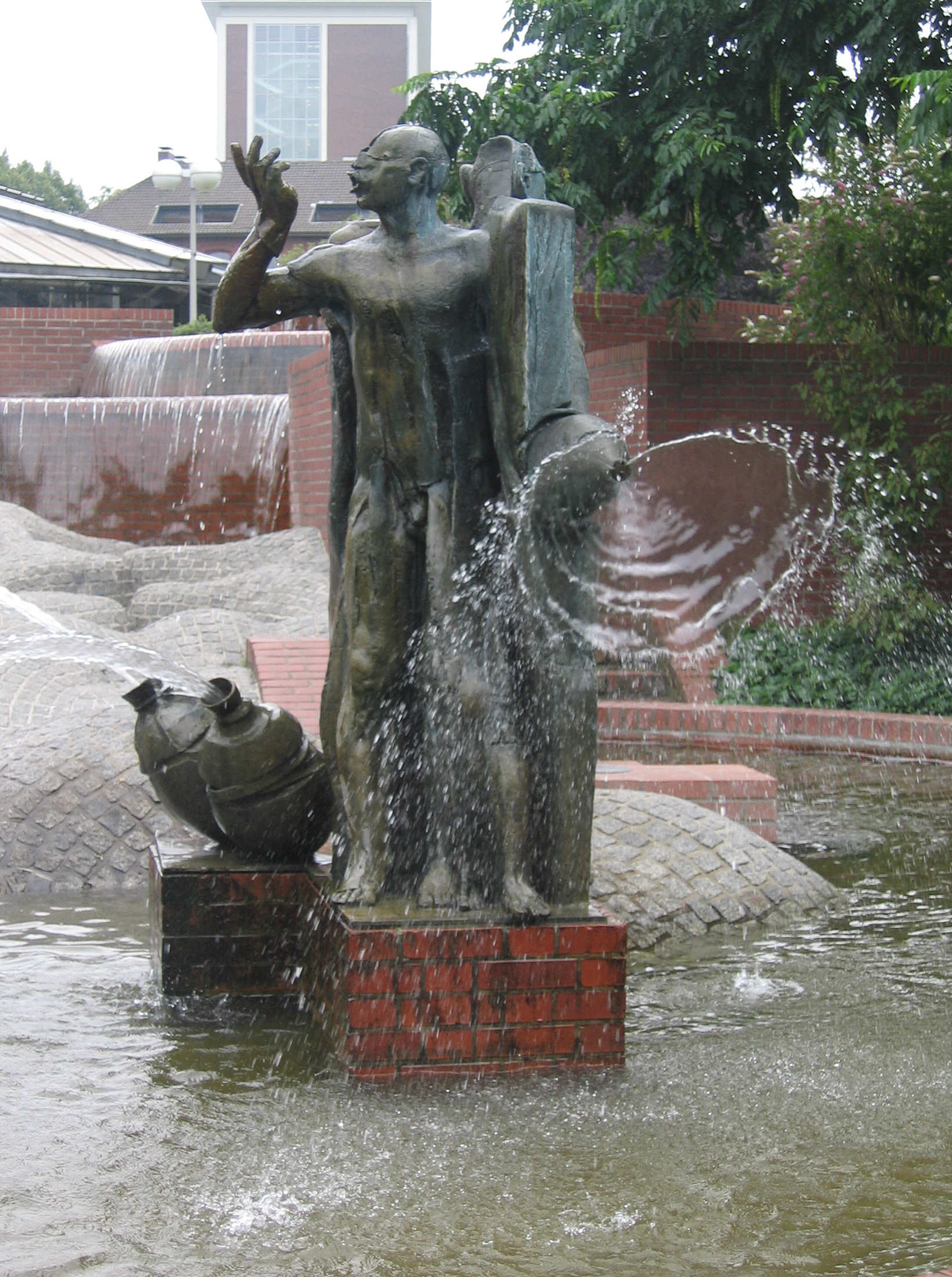
Ein Wasser versprühender Gaukler

Der Stadtgarten Dortmund ist eine innerstädtische Park- und Grünfläche in Dortmund.
Der Park liegt südwestlich des Dortmunder Rathauses und der gleichnamigen Stadtbahnstation und ist eine der beiden Grünflächen innerhalb der ehemaligen Wallanlage der Stadt.
Der Stadtgarten wurde 1982 zum 1100-jährigen Stadtjubiläum im Bereich zwischen Hansastraße und Stadthaus angelegt. Die Nikolaistraße, Vaerststraße und südliche Balkenstraße entfielen dadurch. Das Gelände war bis zum Zweiten Weltkrieg bebaut und diente danach als Marktplatz und Grünstreifen. Nordöstlich des Stadtgartens liegt der Friedensplatz mit dem Rathaus.
Das Zentrum des Parks bildet der von Prof. Eberhard Linke entworfene Gauklerbrunnen. Der etwa 30 Meter lange und bis zu 12 Meter breite Brunnen überwindet eine Höhendifferenz von 4 Metern. Das Wasser fließt in Kaskaden vom Quellbecken in das untere Brunnenbecken. Hier stehen die namensgebenden, bronzenen Gauklerfiguren, welche das Brunnenwasser auf unterschiedliche Art versprühen. Der Brunnen wird im Sommer häufig von Kindern als Plansch- und Badebecken genutzt.
Südwestlich des Gauklerbrunnens steht den meist jugendlichen Nutzern eine Skateanlage zur Verfügung.